# Palma de Mallorcas flygplats
Palma de Mallorcas flygplats (IATA: PMI, ICAO: LEPA) (katalanska: Aeroport de Palma de Mallorca, spanska: Aeropuerto de Palma de Mallorca) är en internationell flygplats belägen 8 kilometer öster om staden Palma de Mallorca, Spanien. Det är den enda reguljära flygplatsen på ön Mallorca och den är den tredje största flygplatsen i Spanien, efter Adolfo Suárez Madrid-Barajas flygplats och Barcelona-El Prats flygplats. Under sommarmånaderna är det en av de mest trafikerade flygplatserna i Europa och flygplatsen trafikerade av cirka 26,2 miljoner passagerare (2016).
Flygbolaget Air Europa har sin huvudbas på flygplatsen medan Ryanair, Easyjet och Vueling Airlines har flygplatsen som en fokusort.

## Destinationer
| Flygbolag                        | Destinationer |
| -------------------------------- | --- |
| Aer Lingus                       | Säsong: Cork, Dublin |
| Air Algérie                      | Alger |
| airBaltic                        | Säsong: Riga |
| Air Europa                       | Alicante, Almería, Asturien, Barcelona, Bilbao, Granada, Madrid, Menorca, Paris–Orly, Santiago de Compostela, Sevilla, Valencia, Valladolid, Zaragoza Säsong: Ibiza, Málaga, Salamanca Säsongscharter: Dublin, Inverness, Manchester, Shannon, Tel Aviv–Ben Gurion, Trondheim |
| Air France                       | Paris–Charles de Gaulle |
| Air Arabia Maroc                 | Säsong: Nador |
| Aviolet                          | Säsongscharter: Belgrad |
| AlbaStar                         | Tanger Säsongscharter: Bergamo, Birmingham, Bologna, Cork, Dublin (startar 19 maj 2018), Milano–Malpensa, Tel Aviv–Ben Gurion, Verona, Venedig |
| Alitalia                         | Säsong: Milano–Linate, Rom–Fiumicino Säsongscharter: Bologna |
| Azur Air (Tyskland)              | Charter: Berlin–Schönefeld, Düsseldorf |
| Blue Air                         | Säsong: Liverpool (startar 2 juni 2018), Turin Charter: Timișoara |
| Blu-express                      | Säsongscharter: Bologna, Catania, Milano–Malpensa, Rome–Fiumicino, Turin |
| British Airways                  | London–City, London–Heathrow Säsong: Birmingham, Bristol, Edinburgh, London–Stansted, Manchester Säsongscharter: Aberdeen, Glasgow |
| Brussels Airlines                | Säsong: Bryssel |
| Bulgaria Air                     | Sofia |
| Cello Aviation                   | Säsongscharter: Derry (startar 18 juni 2018), Dublin (startar 18 juni 2018) |
| Condor                           | Frankfurt Säsong: Berlin–Schönefeld, Düsseldorf, Hamburg, Hannover, Köln/Bonn, Leipzig/Halle, München, Stuttgart |
| Corendon Dutch Airlines          | Säsong: Amsterdam, Maastricht/Aachen |
| Czech Airlines                   | Säsongscharter: Ostrava, Prag |
| easyJet                          | Berlin–Schönefeld, Berlin–Tegel, Bristol, Liverpool, London–Gatwick, London–Luton, London–Stansted, Manchester Säsong: Amsterdam, Belfast–International, Bordeaux, Edinburgh, Glasgow, London–Southend, Lyon, Milano–Malpensa, Neapel, Newcastle upon Tyne, Nice, Paris–Charles de Gaulle, Rom–Fiumicino, Toulouse, Venedig |
| easyJet Switzerland              | Basel/Mulhouse, Genève |
| Edelweiss Air                    | Zürich |
| Enter Air                        | Gdańsk, Katowice, Poznań Säsong: Rzeszow |
| Eurowings                        | Düsseldorf, Hamburg, Hannover, Köln/Bonn, Leipzig/Halle, München, Münster/Osnabrück, Nürnberg, Stuttgart, Weeze (startar 31 mars 2018), Wien Säsong: Basel/Mulhouse, Berlin–Tegel, Bremen, Dortmund, Dresden, Graz, Karlsruhe/Baden-Baden, Paderborn/Lippstadt, Saarbrücken, Salzburg Säsongscharter: Cardiff |
| Evelop Airlines                  | Säsongscharter: Trondheim |
| Finnair                          | Säsong: Helsingfors, Kemi |
| Flybe                            | Säsong: Exeter, Southampton |
| Germania                         | Säsong: Berlin–Schönefeld (startar 2 maj 2018), Berlin–Tegel (startar 1 maj 2018), Bremen, Dresden, Erfurt/Weimar, Friedrichshafen, Münster/Osnabrück, Nürnberg, Rostock |
| Germania Flug                    | Säsong: Zürich |
| Helvetic Airways                 | Säsong: Bern, Sion |
| Iberia                           | Alicante, Lleida, Ibiza, Menorca, Santiago de Compostela, Valencia Säsong: Badajoz, Bilbao, Pamplona, Salamanca Säsongscharter: Vitoria |
| Iberia Express                   | Madrid |
| Jet2.com                         | Säsong: Belfast–International, Birmingham, East Midlands, Edinburgh, Glasgow, Leeds/Bradford, London–Stansted, Manchester, Newcastle upon Tyne |
| jetXtra.com                      | Säsongscharter: Humberside |
| Lufthansa                        | Säsong: Frankfurt, München |
| Luxair                           | Luxemburg Säsongscharter: Dole |
| Meridiana                        | Säsong: Milano–Malpensa, Neapel, Rom–Fiumicino Säsongscharter: Turin |
| Neos                             | Bologna, Milano–Malpensa, Verona |
| Norwegian Air Shuttle            | Barcelona, Göteborg, Helsingfors, Köpenhamn, London–Gatwick, München, Oslo–Gardermoen, Stockholm–Arlanda Säsong: Düsseldorf, Hannover, Madrid, Ålborg Säsongscharter: Trondheim |
| Orbest                           | Säsongscharter: Lissabon, Porto |
| Primera Air                      | Ålborg Säsong: Birmingham (startar 14 maj 2018) Säsongscharter: Göteborg, Paris–Charles de Gaulle |
| Ryanair                          | Barcelona, Berlin–Schönefeld, Bremen, Charleroi, Dortmund, Eindhoven, Frankfurt, Hahn, Hamburg, Karlsruhe/Baden-Baden, Köln/Bonn, London–Stansted, Madrid, Manchester, Memmingen, Santiago de Compostela, Sevilla, Valencia, Warszawa–Modlin Säsong: Beauvais, Bergamo, Billund, Birmingham, Bologna, Bournemouth, Bratislava, Bristol, Bryssel, Cork, Dublin, East Midlands, Edinburgh, Girona, Göteborg, Kaunas, Kraków, Leeds/Bradford, Liverpool, Málaga, Marseille, Newcastle upon Tyne, Porto, Poznań, Prestwick, Reus, Rom–Ciampino, Santander, Shannon, Stockholm–Skavsta, Weeze, Wrocław |
| S7 Airlines                      | Moskva–Domodedovo |
| Scandinavian Airlines            | Köpenhamn, Oslo–Gardermoen, Stockholm–Arlanda, Århus (startar 31 mars 2018) Säsong: Göteborg Säsongscharter: Trondheim |
| SkyWork Airlines                 | Bern |
| Small Planet Airlines            | Manchester Säsongscharter: Vilnius |
| Small Planet Airlines (Polen)    | Säsongscharter: Katowice, Warszawa-Chopin, Wroclaw |
| SmartWings                       | Prag Säsong: Bratislava, Brno, Košice, Lille, Ostrava |
| SunExpress Deutschland           | Frankfurt, München, Nürnberg Säsong: Düsseldorf, Hannover, Leipzig/Halle |
| Swiss International Air Lines    | Genève, Zürich |
| TAROM                            | Säsong: Bukarest |
| Thomas Cook Airlines             | Säsong: Belfast–International, Birmingham, Bristol, Cardiff, East Midlands, Glasgow, Leeds/Bradford (startar 24 maj 2018), London–Gatwick, London–Stansted, Manchester, Newcastle upon Tyne |
| Thomas Cook Airlines Scandinavia | Säsongscharter: Bergen, Billund, Borlänge, Göteborg, Helsingfors, Karlstad, Köpenhamn, Malmö, Oslo–Gardermoen, Stockholm–Arlanda, Trondheim, Uleåborg, Ålborg, Örebro |
| Transavia                        | Säsong: Amsterdam, Eindhoven, Groningen, Rotterdam/Haag |
| Transavia France                 | Säsong: Nantes Säsongscharter: Metz/Nancy |
| Travel Service Airlines          | Säsong: Wrocław |
| Travel Service Polska            | Säsong: Budapest |
| TUI Airways                      | Säsong: Aberdeen, Belfast–International, Birmingham, Bournemouth, Bristol, Cardiff, Doncaster/Sheffield, East Midlands, Edinburgh, Exeter, Glasgow, Humberside, Leeds/Bradford, Liverpool, London–Gatwick, London–Luton, London–Stansted, Manchester, Newcastle upon Tyne, Norwich Säsongscharter: Dublin |
| TUIfly Belgium                   | Charleroi, Paris–Charles de Gaulle Säsong: Bryssel, Liège, Oostende/Brygge |
| TUI fly Deutschland              | Säsong: Basel/Mulhouse, Düsseldorf, Frankfurt, Hannover, Karlsruhe/Baden-Baden, Köln/Bonn, München, Saarbrücken, Stuttgart |
| TUI fly Netherlands              | Säsong: Amsterdam |
| TUI fly Nordic                   | Säsongscharter: Helsingfors, Köpenhamn, Malmö, Norrköping, Oslo–Gardermoen, Stockholm–Arlanda |
| Twin Jet                         | Säsongscharter: Andorra–La Seu d'Urgell (startar 9 mars 2018) |
| Ukraine International Airlines   | Säsong: Kiev–Boryspil |
| Ural Airlines                    | Säsong: Moskva–Domodedovo |
| Volotea                          | Säsong: Asturien, Bari, Bilbao, Bordeaux, Genua, Lille, Lyon, Marseille (startar 14 april 2018), Nantes, Palermo, Pisa, Southampton, Toulouse, Turin, Venedig, Verona, Vigo, Zaragoza Säsongscharter: London–Southend |
| Vueling Airlines                 | A Coruña (startar 28 mars 2018), Alicante, Barcelona, Bilbao, Granada, Jerez de la Frontera, Málaga, München, Santiago de Compostela, Sevilla, Stuttgart (startar 1 juni 2018), Valencia, Wien (startar 2 juni 2018), Zaragoza, Zürich Säsong: Amsterdam, Asturien, Bordeaux, Bryssel, Catania, Cardiff, Florens, Lille, Lyon, Marseille, Paris–Orly, Rennes, Rom–Fiumicino, Toulouse |
| Wizz Air                         | Säsong: Budapest, Cluj–Napoca |

## Galleri

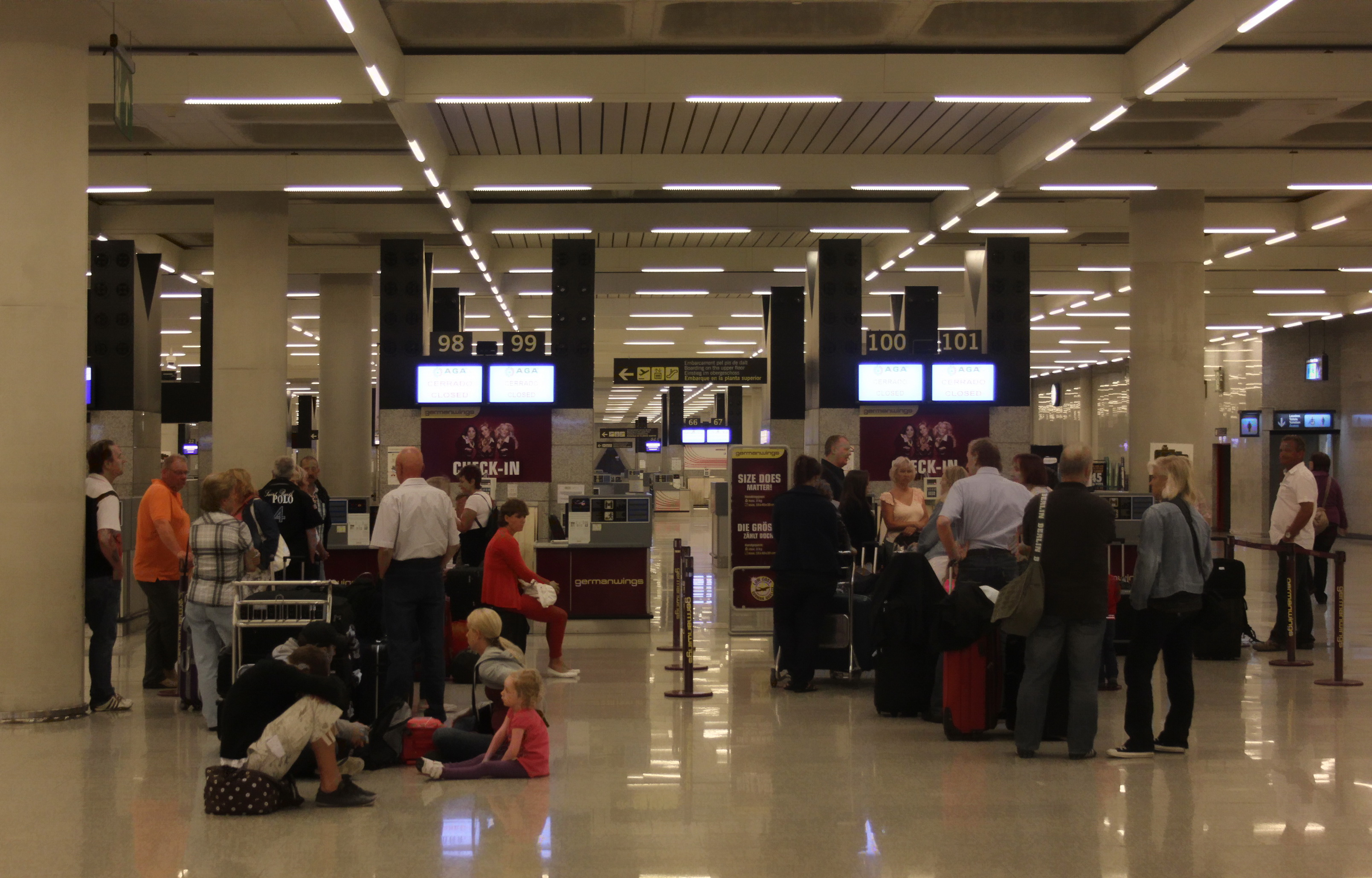
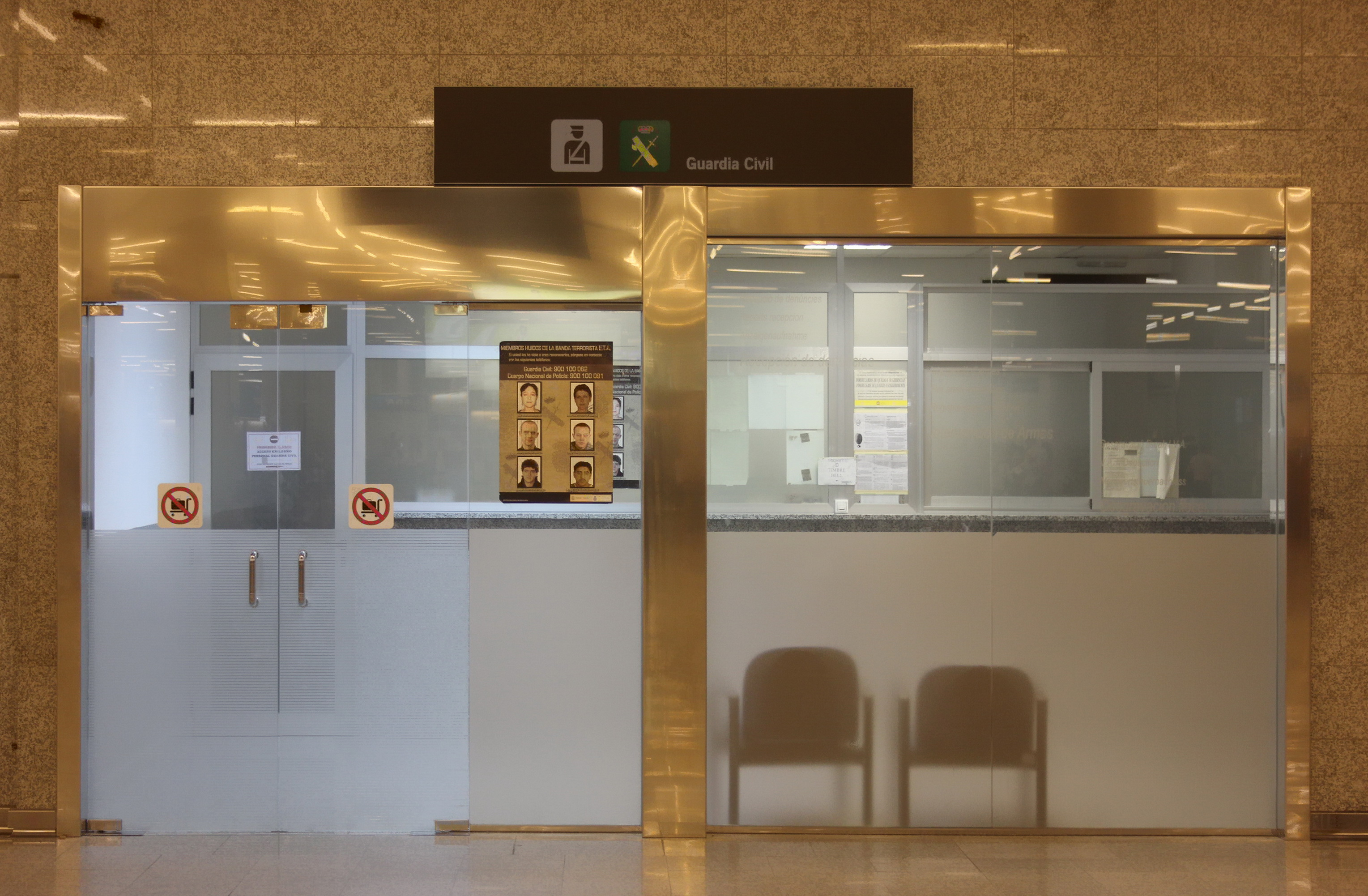
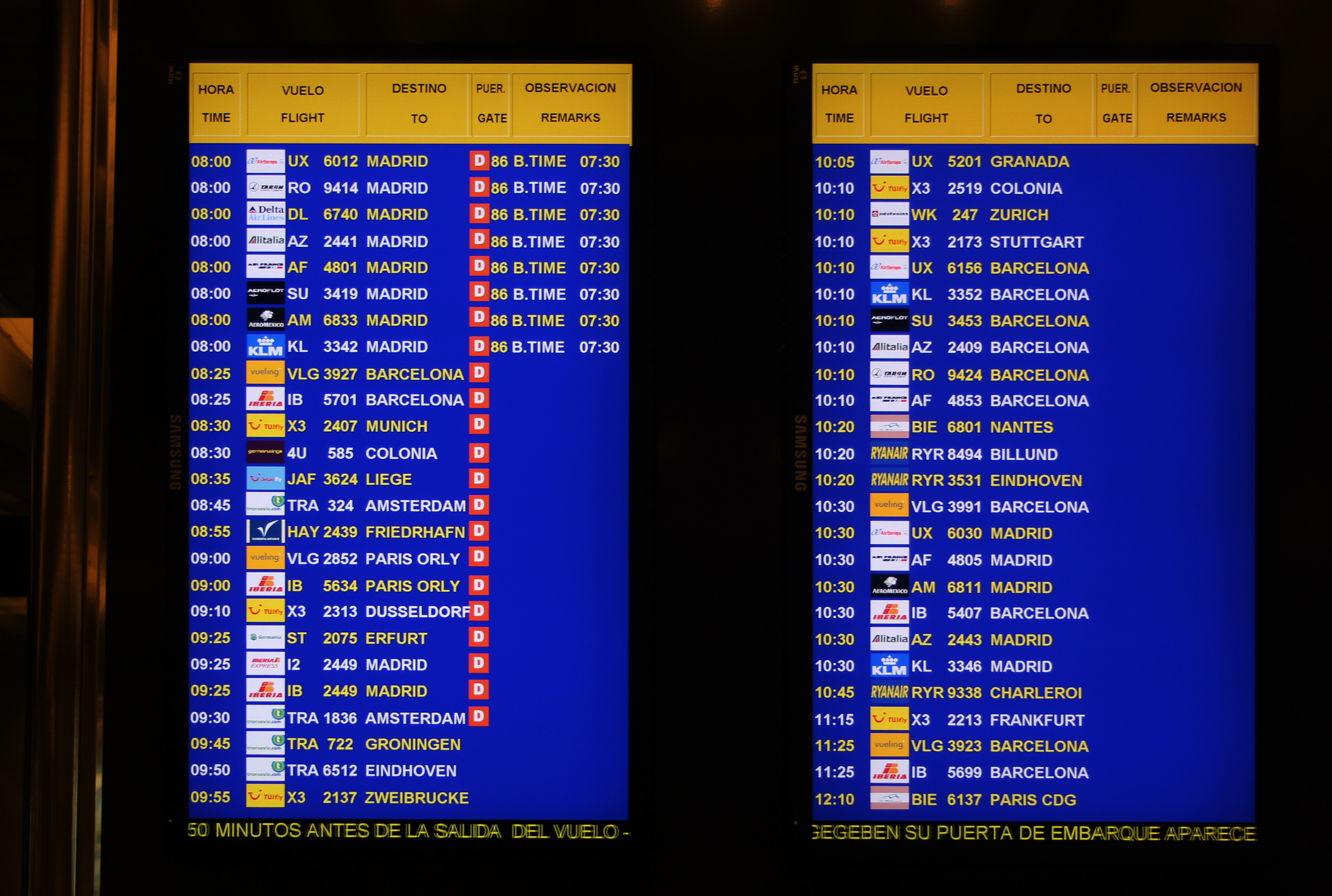
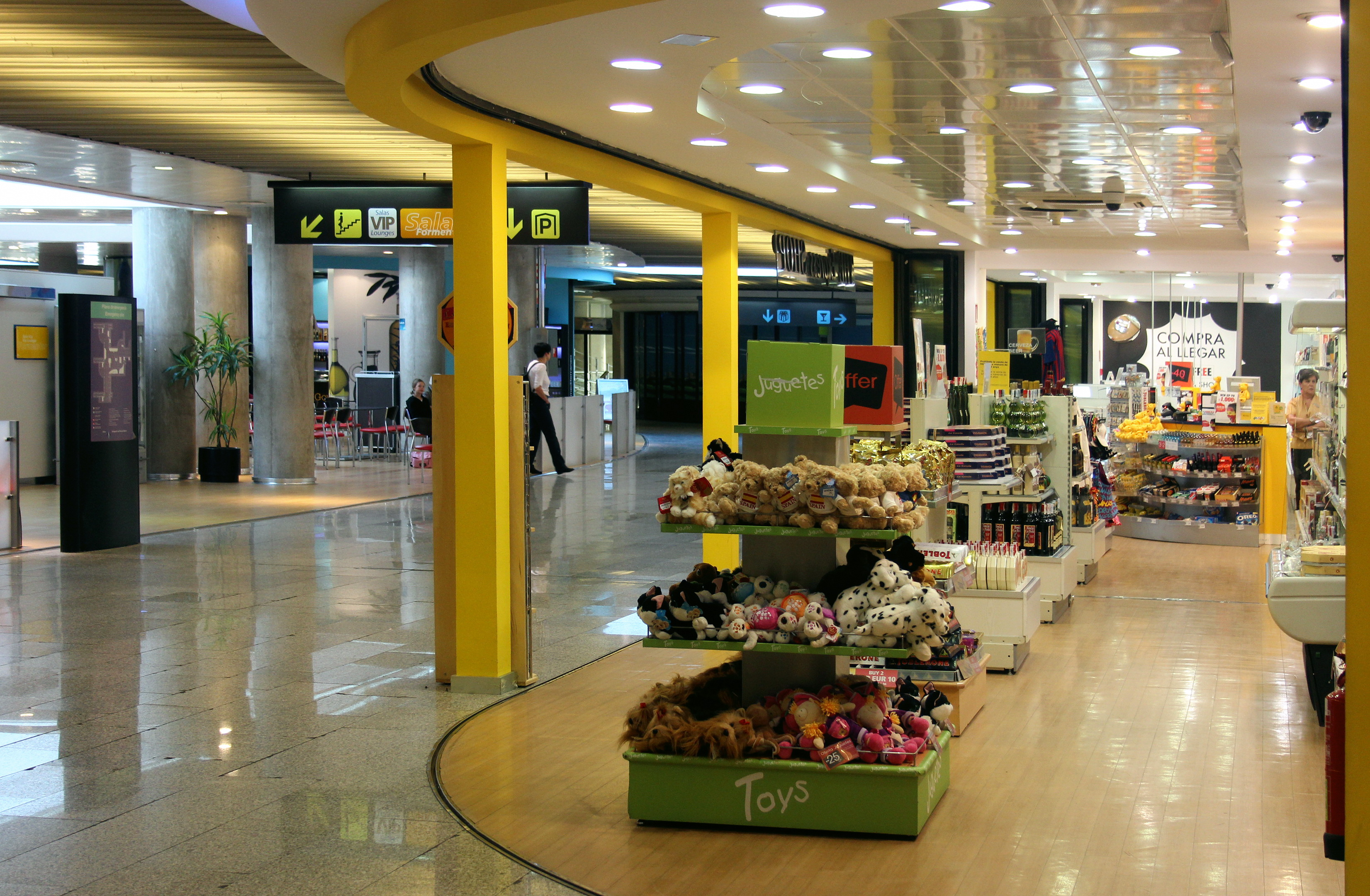
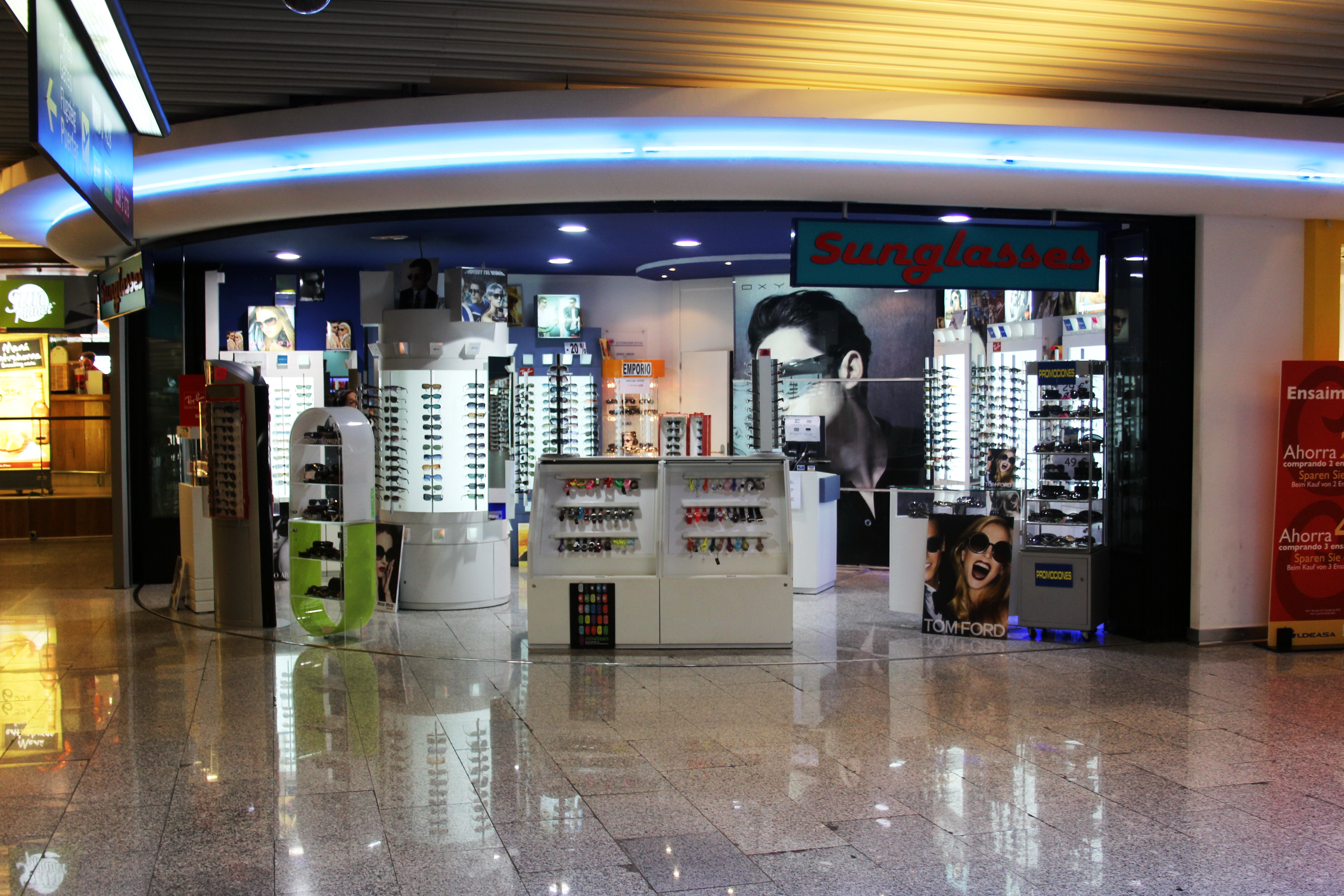